# Сант'Иларио дело Йонио
Сант'Ила̀рио дело Йо̀нио (на италиански: Sant'Ilario dello Ionio) е село и община в Южна Италия, провинция Реджо Калабрия, регион Калабрия. Разположено е на 130 m надморска височина. Населението на общината е 1308 души (към 2012 г.).